# Zhang Yayi
Zhang Yayi (张雅怡S, Zhāng YǎyíP; 6 maggio 1997) è una sincronetta cinese.

## Palmarès
- Giochi olimpici

Parigi 2024: oro nella gara a squadre.
- Mondiali

Budapest 2022: oro nella gara a squadre (programma tecnico) e nella gara a squadre (programma libero)
Fukuoka 2023: oro nella gara a squadre (programma libero) e nel libero combinato
Doha 2024: oro nella gara a squadre acrobatico, nella gara a squadre (programma tecnico) e nella gara a squadre (programma libero)
Singapore 2025: oro nel libero combinato

### Coppa del Mondo
- 4 podi:
  - 2 vittorie (2 nella gara a squadre)
  - 2 secondi posti (1 nella gara a squadre)

#### Coppa del mondo - vittorie
| Data           | Luogo       | Paese   | Disciplina      |
| -------------- | ----------- | ------- | --------------- |
| 6 maggio 2023  | Montpellier | Francia | Team tecnico    |
| 6 aprile 2024  | Pechino     | Cina    | Team libero     |
| 15 giugno 2025 | Xi'an       | Cina    | Team acrobatico |